# Îles Pantorgas
Les îles Pantorgas, (en espagnol Islas Pantorgas  et en asturien Islles Pantorgas)  son un groupe d'îlots côtiers située au large de la paroisse de Serantes dans la ville asturienne de Tapia de Casariego, en Espagne.

## Description
Ce n’est rien de plus qu’une île allongée et plate qui se divise en trois lorsque la marée monte. Au total, lorsqu'elles sont réunies, elles atteignent 7 ha de superficie, ce qui leur donne la même taille que l'île traditionnellement considérée comme la plus grande des Asturies : l'île de La Deva. 
Les îlots constituent un refuge important d'oiseaux marins vivant sur cette île, comme l'huîtrier pie (Phalacrocorax aristotelis), le cormoran huppé (Gulosus aristotelis)